# Artem Pustoví
Artem Pustoví (nascut el 25 de juny de 1992 a Sofíivka, Ucraïna) és un jugador de bàsquet ucraïnès que juga al CB Múrcia de la Lliga ACB. Amb 2.18 metres d'alçada, juga al lloc de pivot.

## Carrera esportiva
Va jugar durant 6 anys al Khimik-OPZ Yuzhny, disputant competicions europees com l'Eurocup en la temporada 2013/2014 o l'Eurochallenge en la campanya 2011/2012 i en la 2012/2013.
El 2015 va fitxar per l'Obradoiro, on va estar tres temporades en els quals va jugar 94 partits amb unes mitjanes de 8,4 punts, 4,1 rebots i 9,3 de valoració en 20 minuts de mitjana.
El juliol de 2018 es converteix en nou jugador del Futbol Club Barcelona per a les properes tres temporades.
La temporada 2020-21 va arribar amb el Barça a la final de l'Eurolliga (derrota contra l'Efes Pilsen), i va guanyar contra el Reial Madrid la Copa del Rei i la Lliga ACB amb els blaugrana.

## Selecció
És internacional per Ucraïna sub-18, sub-20 i absolut després de disputar el Mundial de Bàsquet d'Espanya 2014 i proclamar-se campió de la lliga del seu país, amb una mitjana de 10,5 punts, 4,8 rebots i 1,7 taps en divuit minuts de joc. En l'Eurobasket de 2017 va fer-hi una mitjana de 15 punts i 6.5 rebots per partit.